# Cigliano
Cigliano (piemontiul: Sian) település Olaszországban, Vercelli megyében. Lakosainak száma 4254 fő (2023. január 1.). Cigliano Livorno Ferraris, Mazzè, Moncrivello, Rondissone, Saluggia és Villareggia községekkel határos.

## Népesség
A település népességének változása:
| Lakosok száma | 4549 | 4493 | 4254 |
|               | 2017 | 2018 | 2023 |